# Elegia capensis
Elegia capensis là một loài thực vật có hoa trong họ Restionaceae. Loài này được (Burm.f.) Schelpe mô tả khoa học đầu tiên năm 1967.

## Hình ảnh

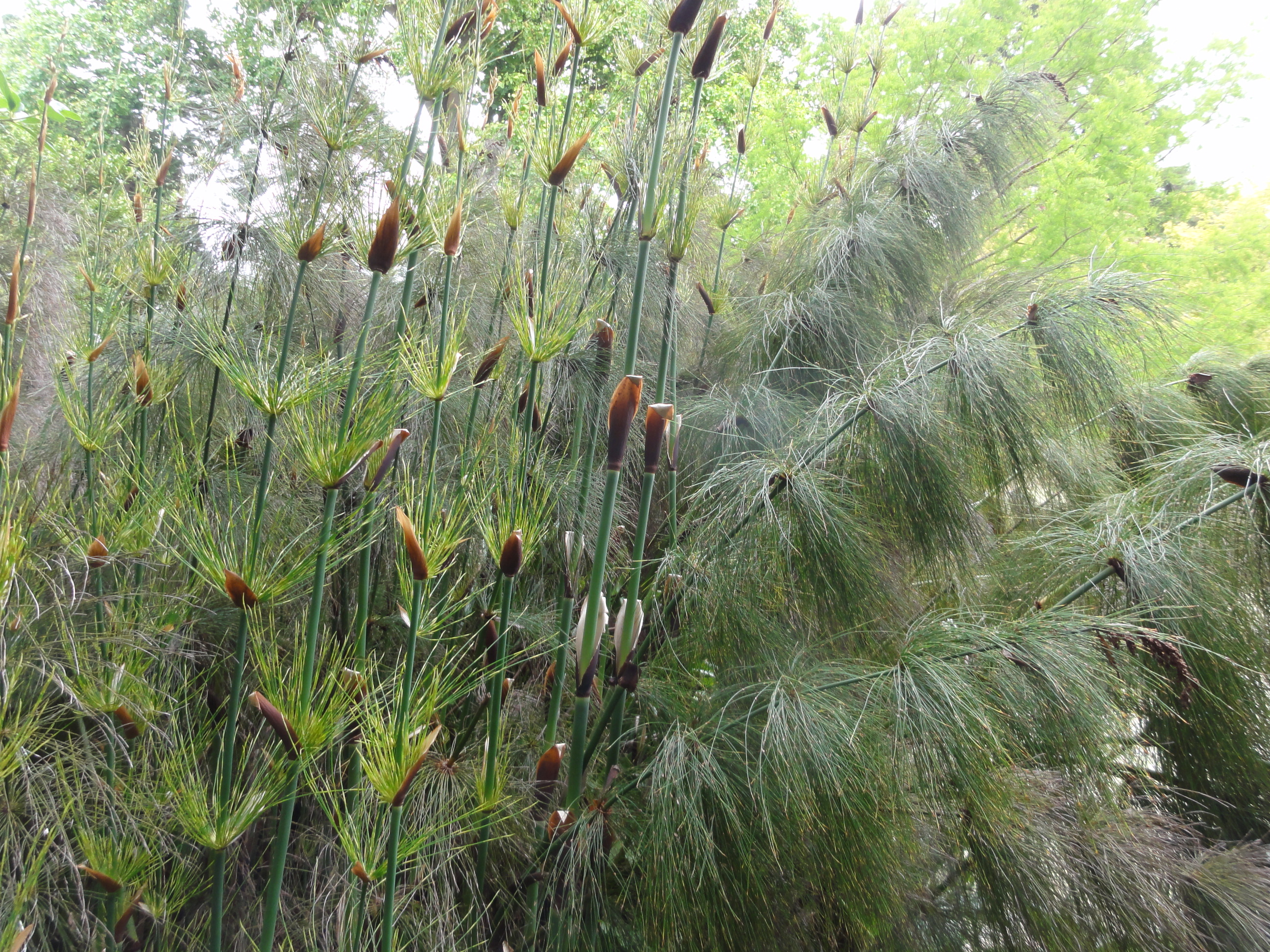
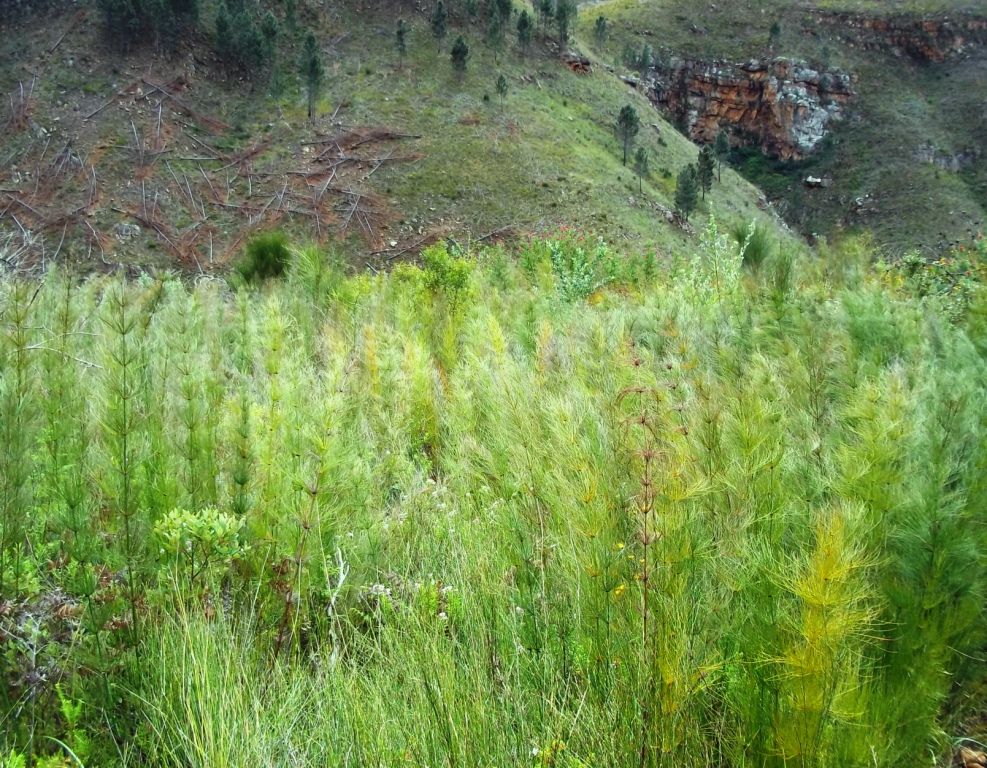
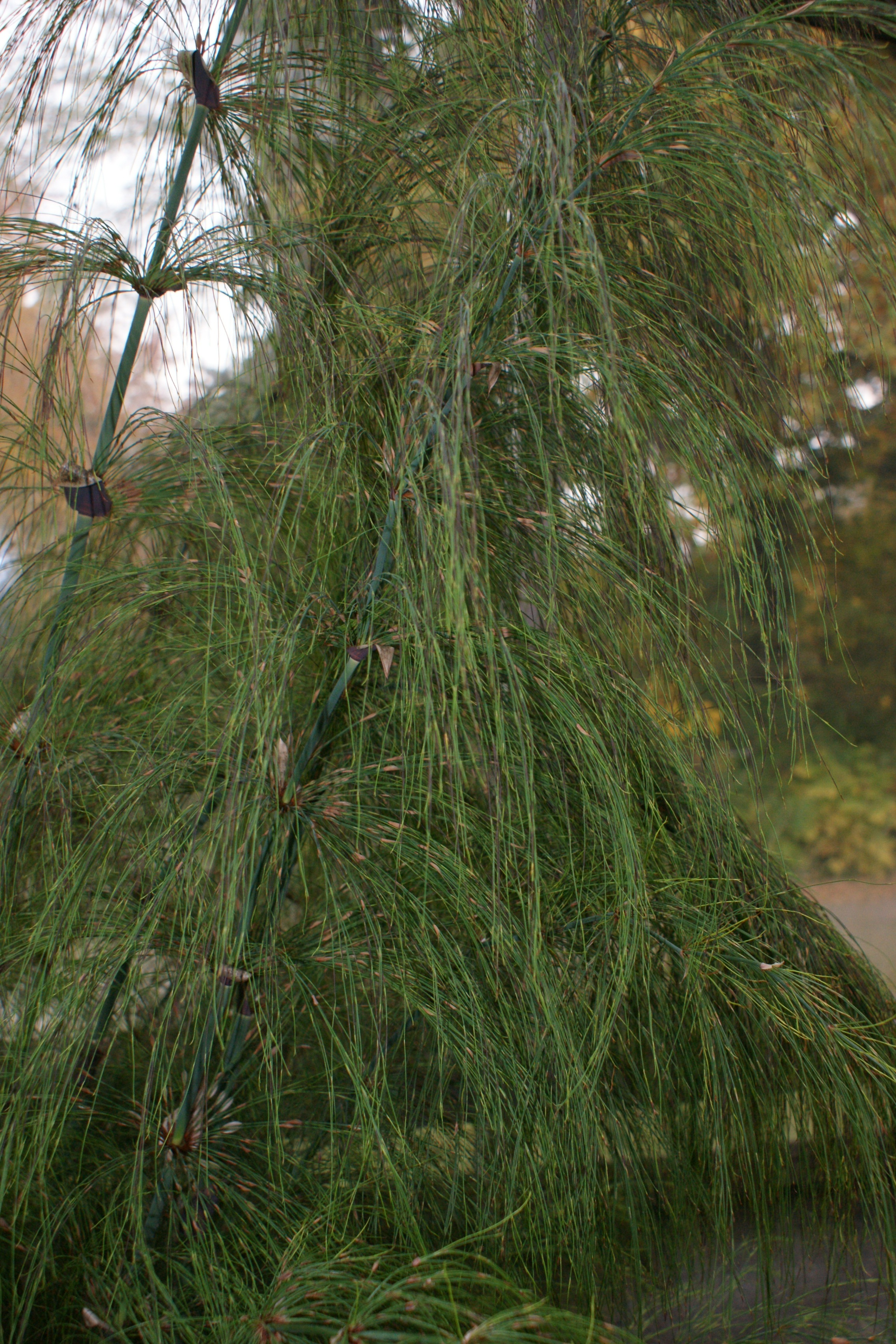
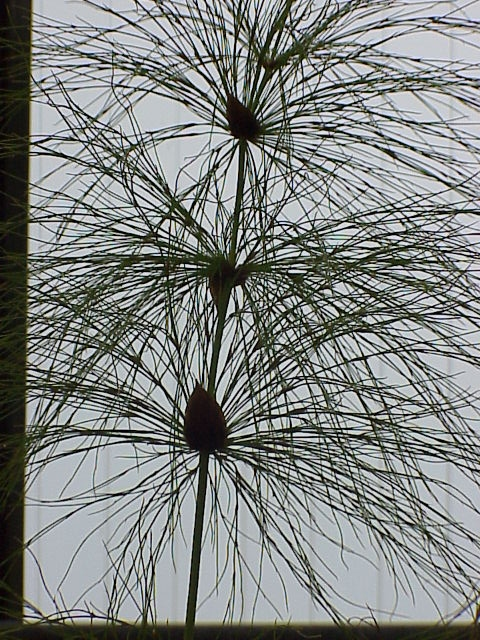